# Michaela Mannová
Michaela Mannová (provdaná Gerychová) (* 11. ledna 1982 Dvůr Králové nad Labem, Československo) je bývalá česká atletka, běžkyně, která se věnovala středním tratím.
V roce 2003 vybojovala na evropském šampionátu do 23 let v polské Bydhošti stříbrnou medaili v běhu na 3000 metrů překážek. Časem 9:42,01 vytvořila nový národní rekord, který je dosud platným českým rekordem v kategorii žen 20 – 22 let. V témže roce uspěla na akademickém mistrovství v USA, kde vybojovala zlatou medaili v přespolním běhu na šestikilometrové trati.
V letech 2002 – 2004 reprezentovala ve dvou mezistátních utkáních, z toho dvakrát v Evropském poháru.